# Косьцежин
Косьцежин (пол. Kościerzyn) — село в Польщі, у гміні Врублев Серадзького повіту Лодзинського воєводства.
Населення — 375 осіб (2011).
У 1975-1998 роках село належало до Серадзького воєводства.

## Демографія
Демографічна структура станом на 31 березня 2011 року:
|          | Загалом | Допрацездатний вік | Працездатний вік | Постпрацездатний вік |
| -------- | ------- | ------------------ | ---------------- | -------------------- |
| Чоловіки | 181     | 31                 | 131              | 19                   |
| Жінки    | 194     | 51                 | 105              | 38                   |
| Разом    | 375     | 82                 | 236              | 57                   |